# Buddleja acuminata
Buddleja acuminata là một loài thực vật có hoa trong họ Huyền sâm. Loài này được Poir. mô tả khoa học đầu tiên năm 1811.